# KBC MUSIC SPLASH
KBC MUSIC SPLASHは、KBCラジオが2024年4月からスタートしたパワープレイである。
KBCラジオ一押しの曲を毎月2曲取り上げている。
各番組間の5分やワイド番組内で放送されるが、土曜深夜(24:00 − 24:30)のみKBC MUSIC SPLASH+としてパーソナリティの案内で、取り上げたアーティストのパワープレイ以外の曲もかけている。

## これまで取り上げた曲

### 2024年
- 4月
  - Laundry - 生田絵梨花
  - Make My Day - YonYon
- 5月
  - ホーム - クレナズム
  - オレンジ - Lavt
- 6月
  - ドラマのあとで–retake - リアクション ザ ブッタ
  - WOLF MOON - Broken Kangaroo
- 7月
  - GIG − CHIANZ
  - NOTHING ON MY MIND (BUT YOU BABE) − Kitty Liv

## 放送時間
KBCのワイド番組で随時放送。
5分版
- 土曜 6:55 - 7:00 / 10:55 - 11:00 / 11:55 - 12:00
- 日曜 7:55 - 8:00

通常版
- 土曜 24:00 - 24:30